# U 15 (1936)
El U 15 o Unterseeboot 15 fue un submarino alemán de la Kriegsmarine, correspondiente al Tipo IIB, usado en la Segunda Guerra Mundial desde distintas bases hasta que fue hundido el 30 de enero de 1940. En sus cinco patrullas de combate, logró hundir 3 buques mediante campos de minas, con un Registro bruto combinado de 4532 toneladas.

## Construcción
Se ordenó iniciar la construcción del pequeño submarino costero U 15 el 2 de febrero de 1935, tras lo cual su quilla fue puesta sobre las gradas de los astilleros Deutsche Werke AG de Kiel el 24 de septiembre de 1935. Fue botado al agua el 15 de febrero de 1936 y tras la finalización de sus obras, fue entregado a la Kriegsmarine el 7 de marzo de 1936, que lo puso bajo las órdenes del teniente primero Werner von Schmidt.

## Historial
El 31 de agosto de 1939, al poco de iniciarse la Segunda Guerra Mundial, zarpó de Wilhelmshaven al mando de Heinz Buchholz con órdenes de patrullar en el mar del Norte, desde donde retornó a Wilhelmshaven el 8 de septiembre tras desplegar un campo de minas, que provocó el hundimiento de un buque británico el 10 de septiembre. En su segunda patrulla de combate, bajo el mismo mando, zarpó de nuevo de Wilhelmshaven para patrullar la zona del Canal de la Mancha, en la cual desplegó un nuevo campo de minas, que volvió a hundir un buque británico.
En su tercera patrulla de combate, a las órdenes de Peter Frahm, partió de Kiel el 14 de noviembre de 1935 para patrullar en la zona de Lowestoft. Tras desplegar un nuevo campo de minas, que volvieron a causar el hundimiento de un buque inglés, retornó a Alemania. Posteriormente, bajo el mismo mando, abandonó Wilhelmshaven el 9 de enero de 1940 y retornó el 20 de enero sin tener contacto con buques enemigos.

## Buques hundidos
| Fecha                    | Buque    | Nacionalidad | Tonelaje | Destino |
| ------------------------ | -------- | ------------ | -------- | ------- |
| 10 de septiembre de 1939 | Goodwood | Británico    | 2796 t   | Hundido |
| 21 de octubre de 1939    | Orsa     | Británico    | 1478 t   | Hundido |
| 28 de diciembre de 1939  | Resercho | Británico    | 258 t    | Hundido |

## Destino
El 29 de enero, se hizo por última vez a la mar, en la que debería haber sido su quinta patrulla de combate bajo las órdenes de Peter Frahm. El U 15 fue hundido el 30 de enero de 1940 en Hoofden (mar del Norte) al ser abordado accidentalmente por el torpedero alemán Iltis. Fallecieron 25 hombres, y no hubo supervivientes.

## Comandantes
| Empleo                                  | Nombre             | Desde                | hasta                    |
| --------------------------------------- | ------------------ | -------------------- | ------------------------ |
| Oberleutnant ascendió a Kapitänleutnant | Werner von Schmidt | 7 de marzo de 1936   | 14 de mayo de 1936       |
| Kapitänleutnant                         | Hans Cohausz       | 16 de mayo de 1936   | 2 de agosto de 1936      |
| Kapitänleutnant                         | Werner von Schmidt | 3 de agosto de 1936  | 30 de septiembre de 1937 |
| Oberleutnant ascendió a Kapitänleutnant | Heinz Buchholz     | 1 de octubre de 1937 | 26 de octubre de 1939    |
| Oberleutnant ascendió a Kapitänleutnant | Peter Frahm        | 27 de octubre de 39  | 30 de enero de 1940      |